# Elgato Systems
Elgato Systems (abreviado como Elgato) es un fabricante alemán de productos electrónicos de consumo con sede en Múnich. En el 2002, Elgato se dio a conocer a escala internacional tras lanzar la línea de productos EyeTV, mediante la cual se pueden ver canales de televisión en Mac y otros dispositivos. Con ella, Elgato obtuvo numerosos premios y fue clasificado por algunos medios como líder de este sector. Además de EyeTV, la empresa fabrica, p. ej., software y hardware para hogares digitales.

## Historia

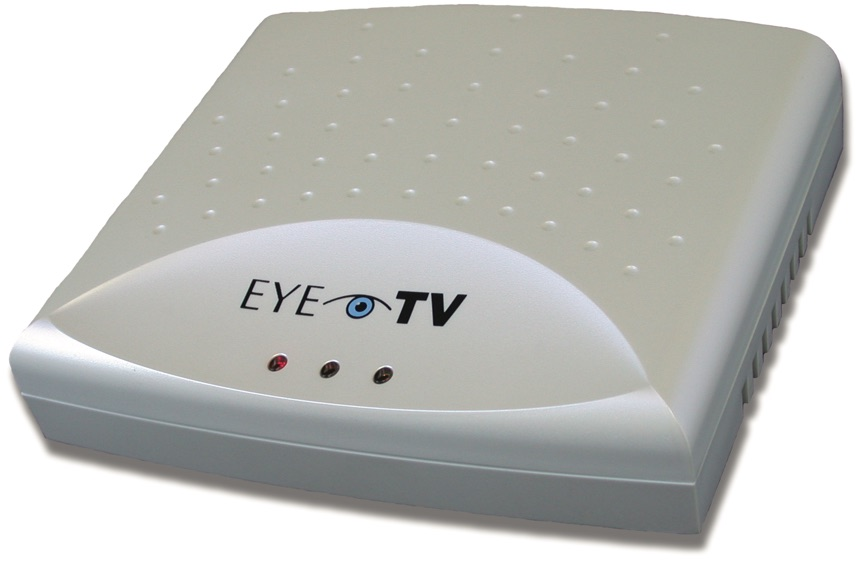
primer modelo EyeTV (2002)

En 1992, Markus Fest fundó la empresa con el nombre «Miles Information Systems GmbH». Al principio, se dio a conocer, ante todo, por el programa informático de grabación de CD Toast, el cual fue vendido posteriormente a Adaptec (o Roxio). En el 2002, con el lanzamiento de EyeTV, apareció por primera vez un producto de la marca Elgato. EyeTV fue acogido con gran interés por los medios de comunicación, hizo famosa a la empresa y se convirtió en el producto más importante de esta. Desde el 2003, la empresa se llama «Elgato Systems GmbH».
Del 2003 al 2005, Freddie Geier, quien luego se convertiría en jefe de Apple Alemania, asumió el cargo de gerente de Elgato. Posteriormente, Markus Fest volvió a tomar las riendas de la dirección de la empresa. La cuota de mercado (DVB-T en Mac) de Elgato aumentó aproximadamente al 90 por ciento (Al: 2011). La empresa se convirtió de facto en el líder en televisión para Mac. En los últimos años, Elgato ha ampliado su gama de productos a muchas otras áreas, p. ej., con un llavero inteligente. En el 2014, la empresa se incorporó al sector de la domótica. Elgato fue uno de los primeros fabricantes que ofreció compatibilidad con el HomeKit del sistema operativo iOS de Apple.

## Productos
Sensores «Eve»
Los Eve de Elgato son sensores para, p. ej., el consumo eléctrico, la calidad del aire o temperatura. Elgato también ofrece sensores para el control de puertas y ventanas. Todos los productos de esta categoría se basan en el HomeKit de Apple y se pueden controlar con un iPhone o iPad.
EyeTV
EyeTV de Elgato permite ver canales de televisión en ordenadores con Windows, Mac o dispositivos móviles con los sistemas operativos iOS o Android. Se trata de un sintonizador de televisión analógica que trasmite por USB al Mac el programa de televisión en emisión y que también puede, entre otras cosas, grabarlo y retransmitirlo. La revista Macworld calificó EyeTV como el primer paso a la hora de vincular la televisión con un ordenador. EyeTV fue revisado varias veces durante los años posteriores y se ofreció en diferentes modelos. Existen numerosos modelos de EyeTV que son compatibles con señales analógicas, DVB-C, DVB-S, DVB-S2 y DVB-T o una combinación de los estándares. La conexión al ordenador, teléfono inteligente o tableta se realiza a través de un puerto USB, micro-USB o Lightning. Con EyeTV Netstream, se puede ofrecer televisión por cable o por satélite también en redes locales, de manera que varios dispositivos puedan acceder a ella. Para poder emplear EyeTV, la empresa facilita programas informáticos compatibles con todos los sistemas operativos. EyeTV 3 para Mac se comercializa también sin el hardware EyeTV y funciona también con otros sintonizadores de televisión como Tivizen. El programa puede retransmitir canales de televisión, realizar grabaciones y editarlas y, p. ej., exportarlas a vídeos para iPhone y iPad.
Elgato ha sido distinguido en varias ocasiones por su línea de productos EyeTV. Así pues, en el 2004, la empresa obtuvo por parte de la revista especializada británica Macworld UK el premio «Editors Choice Award» en la categoría «Best Consumer Hardware». Durante tres años consecutivos, en el 2009, 2010 y 2011, recibió el premio de Macworld.
Game Capture HD
Game Capture HD de Elgato es un producto que permite a los usuarios grabar videojuegos. Funciona tanto con ordenadores como con consolas, p. ej., PlayStation, Wii U o Xbox. Elgato desarrolló el producto debido a que algunos usuarios empleaban EyeTV para este fin junto con hardware de terceros.
«Avea» (lámpara LED)
En paralelo a la presentación de Eve, la empresa presentó en enero del 2015 una lámpara LED con la marca Elgato Avea. Se conecta al iPhone o iPad mediante Bluetooth Smart y se puede controlar con una aplicación. Avea encaja en el zócalo E27 y permite seleccionar diferentes modos de estado de ánimo, como aurora polar o luz de chimenea. Además de Elgato Avea, esta línea de productos incluye también el Smart Power, un cargador móvil con un puerto USB, y el Smart Key, un llavero inteligente.
Thunderbolt Dock, Thunderbolt Drive+
El Thunderbolt Dock de Elgato conecta varios dispositivos al ordenador mediante Thunderbolt. También funciona con otros monitores, ya que dispone de un puerto HDMI. El Thunderbolt Drive+ es un disco duro externo, cuya versión original, Thunderbolt SSD, fue la primera memoria Thunderbolt que no se tenía que alimentar de manera externa.
Video Capture, Turbo.264 HD
Con el Video Capture de Elgato, los usuarios pueden digitalizar vídeos analógicos, p. ej., de grabadoras VHS o videocámaras, y transferirlos a un ordenador, Mac o iPad. El Turbo.264 HD es uno de los pocos productos meramente de software de la empresa. Convierte vídeos de diferentes formatos digitales a H.264.
Green Screens
Las Green Screes o cromas de Elgato están muy orientados al mundo del streaming y el gaming / eSports, favoreciendo que los streamers y gamers puedan crear crear experiencias inmersivas para sus emisiones. Son plegables, hechas 100% de poliéster (Dacron, de DuPont).

## Críticas
En enero del 2015, Elgato inició una campaña de retirada del cargador para iPhone y iPad Smart Power. Este había sido presentado en el 2014 en el marco de la feria Internacional de Electrónica de Consumo en Berlín (IFA). La empresa declaró que, en casos excepcionales, los cargadores correspondientes a un lote determinado podrían sobrecalentarse. Elgato ofreció a los clientes verificar los dispositivos mediante los números de serie y procedió a reembolsar el precio de compra. Algunos medios de comunicación informaron de que no estaba previsto el reemplazo de los cargadores defectuosos.